# Penthophera morio
Penthophera morio, livadski gubar je vrsta noćnog leptira (moljca) iz porodice Erebidae. Pripada potporodici Lymantriinae, a vrstu je prvi opisao Karl Line, 1767. godine, najpre pod nazivom Phalaena morio.

## Rasprostranjenje, stanište i biljka hraniteljka
Vrsta je evropskog rasprostranjernja, naročito prisutna u Srednjoj i Istočnoj Evropi. U većem delu svog areala, populacije su u opadanju usled sve masovnije eksploatacije zemljišta, ali je u Srbiji i dalje relativno često susretana vrsta, naročito u istočnom delu zemlje. Staništa su krečnjačke i kamenite doline, travnati nasipi, livade za ispašu sa sporadičnom žbunastom vegetacijom. Zbog biologije vrste, populacije su često  izolovane na većim lokalitetima. U literaturi se kao biljke hranitlejke navode brojne Poaceae, nešto ređe Cyperaceae, a najčešće beležene su Dactylus glomerata, Poa pratensis, Festuca sp. i slično.

## Opis vrste
Ženke polažu gomilicu žutih, sferičnih jaja na vegetaciju i oblažu ih setama sa svog abdomena radi zaštite. Tek izlegle gusenice su sluzavog, providnog integumenta i prekrivenae setama sa crnim papiloznim osnovama. Larva na poloivini svog razvojnog puta hibernira u specijalnoj presvlaci od mnogobrojnih seta. Veoma često se mogu susreti nakupine gusenica u ovom stupnju, najčešće na tlu, u agregaciji. Sa daljim presvlačenjima, gusenica dobija crn integument, papilozne osonove seta su još izraženije, a počinju da se, lateralno, pojavljaju i bela polja sa narandžastim papilama. Zrela gusenica zadržaće crn integument, bele longitude, sve papile postaju krupne, široke i naranžaste. Narandžasti su i lažni i pravi ekstremiteti. Glavena kapsula je tamno siva.  Gusenica je zdepasta i ima blago otečen izlged. Zrela je u aprilu i maju. Ulutkavaju se na vegetaciji, u prethodnom pripremljenom svilenom zaštitnom kokonu. Adulti pokazuju polni dimorfizam. Mužjaci su raskošnih, perastih antena, crne boje i poluprovidnih krila sa izraženom venacijom. Raspon krila je do 25mm. Ženke su krupnog tela, neugledne, redukovanih krila i sedentarne.

## Galerija
- Košuljica lutke mužjaka nakon eklozije

## Spoljašnje veze
- Mazzei, Paolo; Morel, Daniel; Panfili, Raniero. „Penthophera morio (Linnaeus, 1767)”. Moths and Butterflies of Europe and North Africa. Приступљено 5. 4. 2020.